# کالیمریس ایندیکا
کالیمریس ایندیکا (نام علمی: Kalimeris indica) نام یک گونه از تیره کاسنیان است.